# Golemki
Golemki [pronunciación en polaco: /ɡɔˈlɛmki/] es un pueblo ubicado en el distrito administrativo de Gmina Czarna, dentro del Distrito de Dębica, Voivodato de Subcarpacia, en el sur de Polonia oriental. Se encuentra aproximadamente a 2 kilómetros al noreste de Czarna, a 11 kilómetros al oeste de Dębica, y a 53 kilómetros al oeste de la capital regional Rzeszów.